# Placodus
Placodus byl rod plakodonta (druhohorního mořského plaza). Jeho fosilie byly objeveny v Německu a Nizozemsku v sedimentech pozdně triasového stáří (asi 240 až 225 milionů let).

## Vzhled

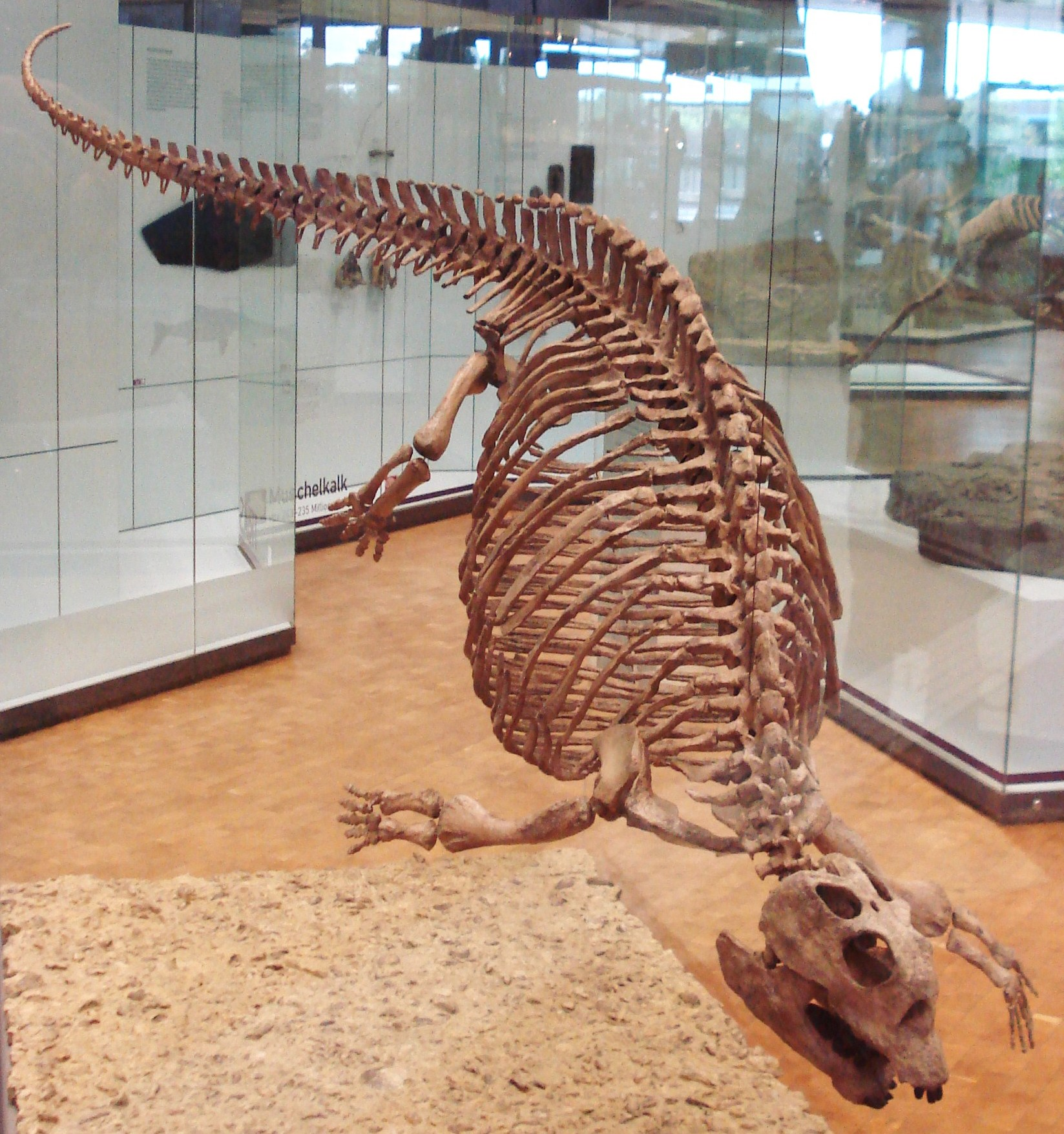
Kostra druhu Placodus gigas

Délka tohoto plaza dosahovala přibližně 2 metrů. Byl poset různými hrboly a destičkami, což je pro plakodonty typické. Končetiny měl opatřené plovací blánou, ale kromě toho i další znaky na těle ukazují na vodního živočicha. Hlava byla krátká se třemi typy zubů: vyčnívajícími řezáky v přední části tlamy, zaoblenými stoličkami po stranách a řadou šesti zploštělých stoliček na patře. To dovoluje předpokládat, že se na mělčinách živil měkkýši, které odtrhával ze skal a drtil čelistmi. Placodus a jeho příbuzní jsou mezi vodními plazy nejméně uzpůsobení k životu v moři. Mezi jeho blízké příbuzné patřil rod Henodus.

## Druhy
- Placodus gigas Agassiz, 1833
- Placodus inexpectatus Jiang et al., 2008